# Tenneville
Tenneville (en való Tiniveye) és un municipi belga de la província de Luxemburg a la regió valona. Comprèn les viles de Cens, Champlon, Laneuville-au-Bois, Mochamps, Ramont, Tenneville i Wyompont. L'1 de gener del 2024 tenia 2.877 habitants.